# Pasjans na dwóch
Pasjans na dwóch – album Grzegorza Turnaua oraz Andrzeja Sikorowskiego z 2007 roku. Płyta ta jest  zapisem koncertu obydwu artystów, który miał miejsce 26 października 2006 roku w Poznaniu w klubie Pod Pretekstem

## Lista utworów
1. Andrzej Sikorowski i Grzegorz Turnau - Pasjans A.D.1990 (sł. i muz. Andrzej Sikorowski)
2. Zapowiedź
3. Andrzej Sikorowski i Grzegorz Turnau - Mglista piosenka o moim Krakowie (sł. i muz. Andrzej Sikorowski)
4. Zapowiedź
5. Andrzej Sikorowski i Grzegorz Turnau - Na całość (sł. i muz. Andrzej Sikorowski)
6. Zapowiedź
7. Andrzej Sikorowski - Moje kobiety (sł. i muz. Andrzej Sikorowski)
8. Zapowiedź
9. Andrzej Sikorowski - Moje dwie Ojczyzny (sł. i muz. Andrzej Sikorowski)
10. Zapowiedź
11. Andrzej Sikorowski - Za wiele dla ciebie aniele (sł. i muz. Andrzej Sikorowski)
12. Andrzej Sikorowski - To już było (sł. i muz. Andrzej Sikorowski)
13. Andrzej Sikorowski - Lecz póki co żyjemy (sł. i muz. Andrzej Sikorowski)
14. Zapowiedź
15. Andrzej Sikorowski - Żal za Piotrem S. (sł. i muz. Andrzej Sikorowski)
16. Zapowiedź
17. Andrzej Sikorowski i publiczność - Bardzo smutna piosenka retro (sł. i muz. Andrzej Sikorowski)
18. Zapowiedź
19. Andrzej Sikorowski i Grzegorz Turnau - Od tamtej chwili (sł. i muz. Andrzej Sikorowski)
20. Andrzej Sikorowski i Grzegorz Turnau - Kraków - Piwna 7 (sł. i muz. Andrzej Sikorowski)
21. Zapowiedź
22. Grzegorz Turnau - 11 : 11 (sł. i muz. Grzegorz Turnau)
23. Zapowiedź
24. Grzegorz Turnau - Znów wędrujemy (sł. K.K. Baczyński, muz. Grzegorz Turnau)
25. Zapowiedź
26. Grzegorz Turnau - Historia pewnej podróży (sł. i muz. Marek Grechuta)
27. Grzegorz Turnau - Bracka (sł. Michał Zabłocki, muz. Grzegorz Turnau)
28. Grzegorz Turnau i publiczność - Naprawdę nie dzieje się nic (sł. Michał Zabłocki, muz. Grzegorz Turnau)
29. Grzegorz Turnau - Między ciszą a ciszą (sł. Michał Zabłocki, muz. Grzegorz Turnau)
30. Zapowiedź
31. Andrzej Sikorowski i Grzegorz Turnau - Panowie do stołu (sł. i muz. Andrzej Sikorowski)
32. Andrzej Sikorowski i Grzegorz Turnau - Nie przenoście nam stolicy do Krakowa (sł. i muz. Andrzej Sikorowski)
33. Zapowiedź
34. Andrzej Sikorowski i Grzegorz Turnau - Pejzaż horyzontalny (sł. Wiesław Dymny, muz. Jan Kanty Pawluśkiewicz)